# Georges Lafontaine (homme politique)
Pour l’article homonyme, voir Georges Lafontaine.
Georges Lafontaine, né le 1er février 1857 à Saint-Barthélemi et mort le 28 octobre 1919 à Louiseville, est un homme politique québécois.